# Sylwia Grzeszczak
Sylwia Karolina Grzeszczak  (ur. 7 kwietnia 1989 w Poznaniu) – polska piosenkarka, kompozytorka i autorka tekstów.
Zadebiutowała na rynku fonograficznym w 2008 wydaniem albumu studyjnego pt. Ona i on, który nagrała z Liberem. Następnie wydała trzy solowe albumy: Sen o przyszłości (2011), Komponując siebie (2013) i Tamta dziewczyna (2016). Pierwsze dwa wydawnictwa uzyskały certyfikat potrójnie platynowej płyty oraz zajęły kolejno pierwsze i drugie miejsce na liście sprzedaży płyt w Polsce, a trzeci album uzyskał status podwójnie platynowej płyty.
Większość wydanych przez piosenkarkę singli stało się przebojami, m.in. „Małe rzeczy”, „Sen o przyszłości”, „Pożyczony”, „Księżniczka”, „Tamta dziewczyna”, „Motyle” i „Och i ach”, które zajęły pierwsze miejsce na liście AirPlay, najczęściej granych utworów w polskich rozgłośniach radiowych.

## Życiorys
Jej tata pracował jako mechanik samolotowy. Ma starszego o cztery lata brata Mateusza, który został jej tour managerem. W 1995 wzięła udział w programie Od przedszkola do Opola, w którym wykonała piosenkę z repertuaru Krzysztofa Krawczyka „Byle było tak”. Uczęszczała do Państwowej Szkoły Muzycznej I stopnia im. H. Wieniawskiego i do Ogólnokształcącej Szkoły Muzycznej II stopnia im. M. Karłowicza w Poznaniu, ukończyła też Państwową Szkołę Muzyczną II stopnia im. Fryderyka Chopina w Poznaniu, w klasie fortepianu.

W 2004 zajęła pierwsze miejsce w finale konkursu Drzwi do kariery. W 2005 wzięła udział w czwartej edycji programu telewizji Polsat Idol, kończąc udział na etapie grupowym. Wygrała również konkurs poezji śpiewanej za skomponowanie muzyki do wiersza Ernesta Brylla. W 2006 nagrała trzy piosenki na płytę grupy Ascetoholix pt. Adsum – „Tak wyszło”, „Afrodyzjak” i „Chodź ze mną”. W 2007 współpracowała z Agnieszką Włodarczyk nad jej debiutanckim albumem Nie dla oka.... Wspólnie z Liberem brała udział w trasie koncertowej „Gwiazdy na Warmii i Mazurach”, gdzie gościnnie występował z nimi Doniu. Razem z Liberem nagrała swój debiutancki album studyjny pt. Ona i on, który ukazał się 21 listopada 2008. Album promowały single: „Nowe szanse”, „Co z nami będzie” i „Mijamy się”.

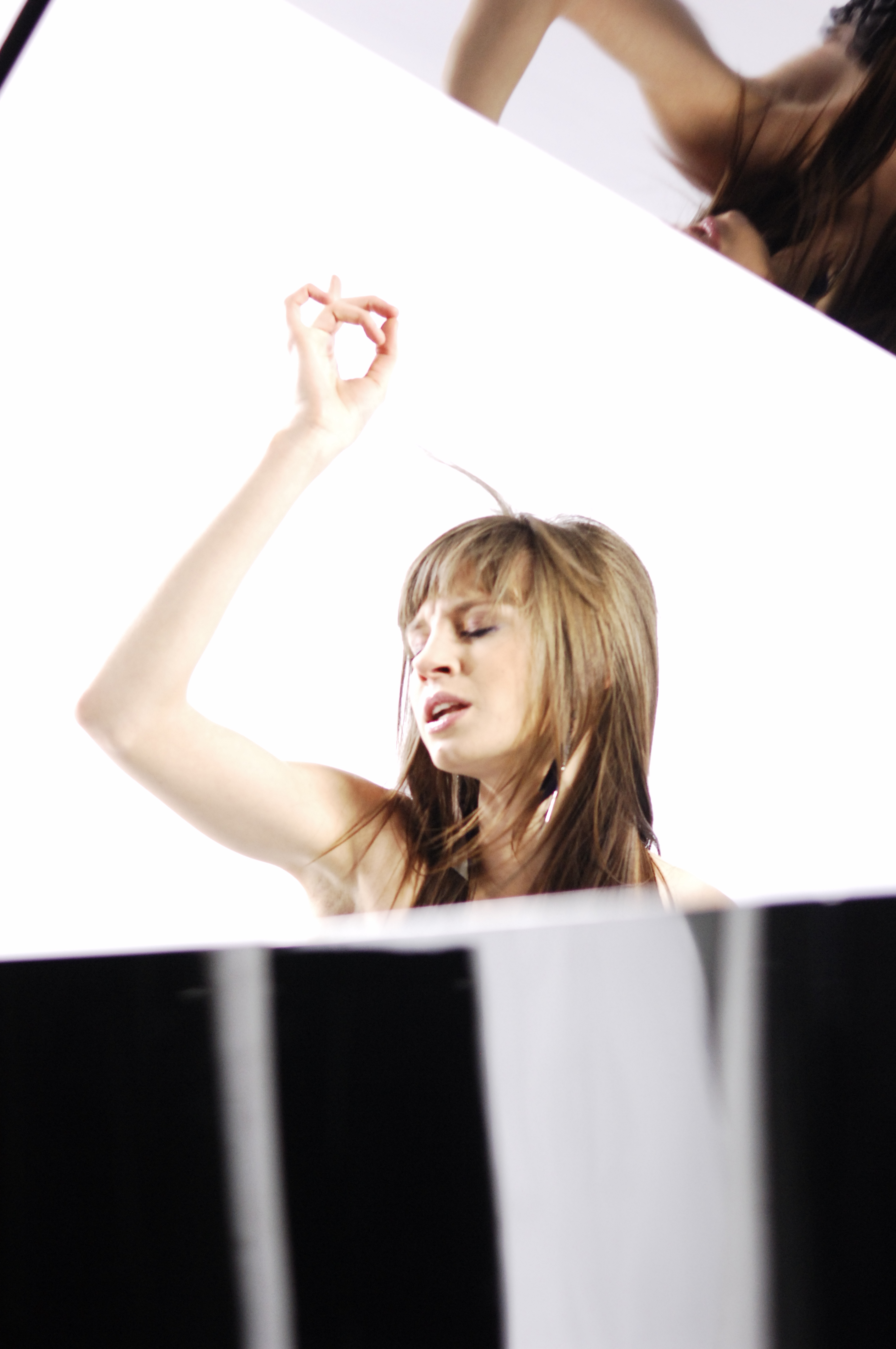
Grzeszczak (2009)

W 2011 wydała pierwszy, solowy singiel „Małe rzeczy”, który zajął m.in. pierwsze miejsce w notowaniu AirPlay i pierwsze miejsce w notowaniu AirPlay – TV. Ponadto skomponowała nowy hymn dla drużyny piłkarskiej Warta Poznań. 4 lipca podczas koncertu Lato ZET i Dwójki zorganizowanego przez TVP2 i Radio ZET piosenkarka wygrała konkurs na najlepszą piosenkę z utworem „Małe rzeczy”. 16 lipca wystąpiła na Festiwalu Piosenki Rosyjskiej w Zielonej Górze, gdzie za wykonanie utworu „Za toboj” zajęła trzecie miejsce i zdobyła Brązowy Samowar. W sierpniu wydała swój drugi solowy singiel „Sen o przyszłości”. Utwór dotarł m.in. do pierwszego miejsca w notowaniu AirPlay. W tym samym roku teledysk do piosenki „Muzyki moc”, którą nagrała w 2010 roku z innymi wykonawcami z okazji 10-lecia stacji Viva Polska, otrzymał nagrodę Viva Comet 2011 w kategorii najlepsze na VIVA-TV.pl. 11 października wydała album pt. Sen o przyszłości, który znalazł się na pierwszym miejscu na liście OLiS. 16 października wystąpiła jako gość muzyczny w drugim półfinale drugiej edycji programu Must Be the Music. Tylko muzyka w telewizji Polsat. 4 stycznia 2012 wydała singiel „Karuzela”. W marcu za album Sen o przyszłości otrzymała certyfikat dwukrotnie platynowej płyty. 24 kwietnia na gali wręczenia Fryderyków 2012 odebrała nagrodę specjalną od Nielsen Music za najczęściej graną piosenkę w radiu („Małe rzeczy”).
8 marca 2013 wydała singiel „Flirt”, którym zapowiadała album pt. Komponując siebie wydany 11 czerwca tego samego roku. Płyta przez 16 tygodni z rzędu znajdowała się w pierwszej „dziesiątce” OLiS i dotarła do drugiego miejsca listy. Drugim singlem z albumu został utwór „Pożyczony”, którego premiera radiowa odbyła się 5 czerwca. Trzy dni później Grzeszczak wystąpiła z utworem „Flirt” w koncercie „Największe przeboje roku” na festiwalu TOPtrendy 2013 w Sopocie. 15 czerwca została uhonorowana SuperNagrodą podczas Superjedynek na 50. Krajowym Festiwalu Piosenki Polskiej w Opolu. 3 sierpnia na gali Eska Music Awards 2013 w Szczecinie otrzymała nagrodę dla najlepszej artystki. 24 sierpnia wystąpiła w koncercie „5 lat z Muzodajnią. Największe przeboje lata” podczas drugiego dnia Top of the Top Sopot Festival 2013, na którym odebrała złotą płytę za Komponując siebie i nagrodę specjalną za singiel „Małe rzeczy”, który w serwisie Muzodajnia.pl sprzedał się w liczbie większej niż jakikolwiek inny utwór w pięcioletniej historii istnienia tej platformy. 27 sierpnia odbyła się radiowa premiera „Księżniczki”, trzeciego singla z albumu Komponując siebie. W grudniu rozpoczęła trasę koncertową Sylwia Grzeszczak z zespołem, która obejmowała występy w siedmiu największych salach koncertowych w Polsce, tj. w Hali Łuczniczka w Bydgoszczy, Hali pod Dębowcem w Bielsku-Białej, Hali Widowiskowo-Sportowej w Koszalinie, Hali Torwar w Warszawie, Domu Muzyki i Tańca w Zabrzu, Hali Stulecia we Wrocławiu i Hali Arena w Poznaniu. Trwająca od grudnia do marca trasa zarejestrowana została przez telewizję Eska TV.
W lutym 2014 została nominowana do nagrody Wiktory dla gwiazdy piosenki. Skomponowała utwór „Czarne chmury”, który nagrali Liber i Mateusz Grędziński. 30 maja 2014 wystąpiła w koncercie „TOP” podczas pierwszego dnia festiwalu TOPtrendy 2014 wśród dziesięciu artystów z największą liczbą sprzedanych płyt w poprzedzającym roku w Polsce; zajęła trzecie miejsce. Dzień później na tym samym festiwalu z utworem „Księżniczka” zwyciężyła w konkursie „Największe przeboje roku”. 6 czerwca w duecie z Ryszardem Rynkowskim zaśpiewała „Szczęśliwej drogi już czas” na 51. KFPP w Opolu. Dzień później odebrała Superjedynkę dla SuperArtystki, poza tym była nominowana do nagrody w kategoriach: SuperAlbum (za Komponując siebie) i SuperPrzebój (za „Księżniczkę”). 24 lipca za sprzedaż albumu Komponując siebie w ponad 60 tys. nakładzie uzyskała certyfikat podwójnie platynowej płyty. 22 sierpnia na gali Eska Music Awards 2014 otrzymała siódmą w swojej karierze statuetkę Eska Music Award, bijąc tym samym rekord na największą liczbę zdobytych nagród. Dzień później wzięła udział z utworem „Księżniczka” w konkursie o Słowika Publiczności na Polsat Sopot Festival.
W lutym 2015 zajęła 12. miejsce w plebiscycie radia RMF FM na artystę 25-lecia.  oraz otrzymała Telekamerę „Tele Tygodnia” w kategorii Muzyka. 19 kwietnia wystąpiła podczas koncertu Top Music Wembley w londyńskiej Wembley Arena. 29 maja, dzięki zdobyciu podwójnej platyny za album Komponując siebie, wystąpiła w „Koncercie platynowym” podczas pierwszego dnia Polsat SuperHit Festiwalu w Sopocie. 12 lipca wystąpiła podczas letniej trasy koncertowej Lato Zet i Dwójki, na której – głosami widzów – zwyciężyła w konkursie Przebój koncertu. W tym okresie skomponowała muzykę do filmu 7 rzeczy, których nie wiecie o facetach, m.in. singiel „7 rzeczy” (wykonywany przez Libera i Mateusza Ziółkę), który stał się hitem radiowym. 6 kwietnia 2016 za wysoką sprzedaż płyt Sen o przyszłości i Komponując siebie otrzymała certyfikat potrójnie platynowej płyty.

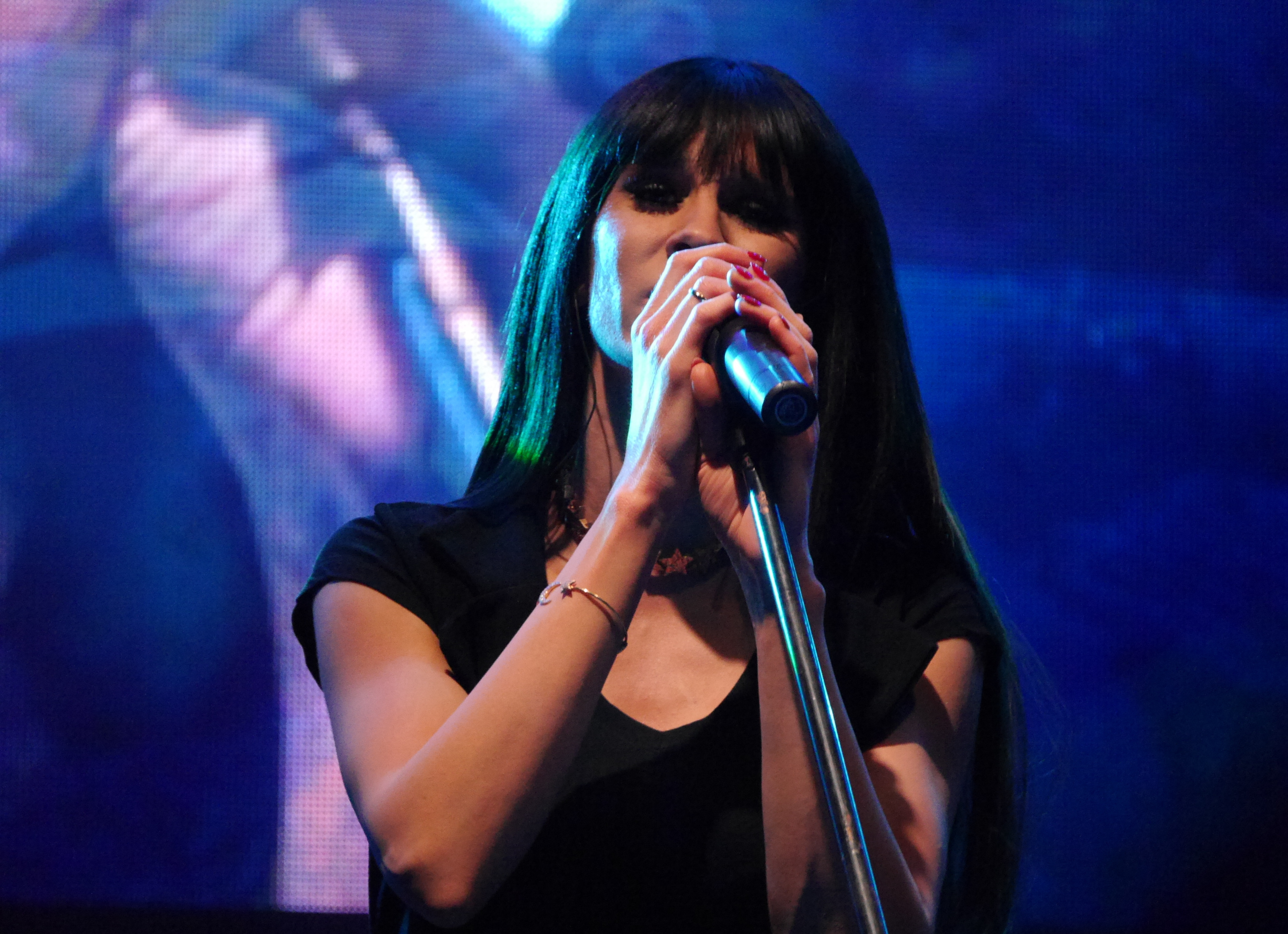
Grzeszczak podczas koncertu we Wrocławiu (2016)

20 maja 2016 na antenie radia RMF FM odbyła się premiera jej nowego singla „Tamta dziewczyna”, który tydzień później wykonała podczas „Koncertu platynowego” na Polsat SuperHit Festiwalu. Utwór dotarł do pierwszego miejsca AirPlay Top, gdzie spędził sześć tygodni z rzędu. Teledysk do piosenki był najpopularniejszym klipem w Polsce w 2016 – zebrał ponad 110 mln wyświetleń. Singiel sprzedał się cyfrowo w nakładzie ponad 200 tys. egzemplarzy, co dało mu status podwójnie diamentowego singla. 26 sierpnia Grzeszczak wystąpiła na gali Eska Music Awards 2016, na której odebrała statuetkę dla najlepszej artystki i za najlepsze video („Tamta dziewczyna”). Dwa dni później wystąpiła na Festiwalu „Magiczne Zakończenie Wakacji”, na którym z utworem „Tamta dziewczyna” zwyciężyła w konkursie na Przebój lata RMF FM i Polsatu. 9 listopada wydała singiel „Bezdroża”, który nagrała z gościnnym udziałem Mateusza Ziółki. 25 listopada wydała album pt. Tamta dziewczyna, za który już w dniu premiery uzyskała certyfikat złotej płyty, niecałe trzy tygodnie później – platynowej, a później podwójnie platynowej. Jeszcze przed premierą płyty wyruszyła w trasę koncertową Tamta dziewczyna Tour, obejmującą występy na ponad 20 największych halach widowiskowych w Polsce. W maju 2017 wystąpiła na Polsat SuperHit Festiwalu 2017 w Sopocie – pierwszego dnia podczas „Koncertu platynowego” i drugiego podczas koncertu „Radiowy przebój roku”, na którym „Tamta dziewczyna” zajęła trzecie miejsce z wynikiem ponad 10 tys. odtworzeń w radiu w poprzednim roku.

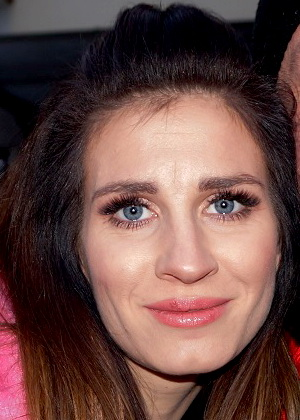
Grzeszczak (2018)

W 2018 świętowała 10-lecie pracy artystycznej. Z tej okazji 11 maja wydała singiel „Dobre myśli”, który nagrała z Liberem. W tym samym miesiącu wystąpiła na Polsat SuperHit Festiwalu w Sopocie, gdzie podczas recitalu „Tamta dziewczyna ma jubileusz” wykonała swoje największe przeboje i została nagrodzona Bursztynowym Słowikiem Publiczności, nagrodą radia RMF FM i Sercem Polsatu. Jej drugi singiel z Tamtej dziewczyny – „Bezdroża” – zdobył tytuł Cyfrowej Piosenki 2017 przyznawanego przez Związek Producentów Audio-Video. W październiku wyruszyła w trasę koncertową Ten Tour po największych halach widowiskowych w Polsce. W styczniu 2019 zaśpiewałą na gali z okazji 90-lecia polskiej siatkówki. Poinformowała też o pracy nad nową płytą. W pierwszej połowie roku kontynuowała trasę koncertową Ten Tour, którą zakończyła koncertami w amfiteatrze w Płocku i Opolu. Podczas koncertu w Ergo Arenie w Gdańsku świętowała swoje 30. urodziny, tego samego dnia zrealizowała nagrania do swojego pierwszego w karierze DVD koncertowego. 30 kwietnia wystąpiła na Błoniach Stadionu Narodowego podczas koncertu „Gramy dla Europy”. 14 czerwca podczas koncertu „Od Opola do Opola” na 56. Krajowy Festiwal Piosenki Polskiej w Opolu została nagrodzona nagrodą specjalną od TVP1. W sierpniu wydała singiel „Rakiety”, a w programie Uwaga! w TVN wyemitowano materiał o kulisach jej kariery. 14 sierpnia wystąpiła na Top Of The Top Sopot Festival, na którym wykonała medley swoich przebojów i po raz pierwszy publicznie zaśpiewała singiel „Rakiety”. Występ był szeroko komentowany w mediach, ponieważ Grzeszczak rozpoczęła go skokiem z dachu Opery Leśnej w Sopocie. Jednocześnie w 2019 kontynuowała koncertowanie. 
W 2020 po raz pierwszy od lat nie wyruszyła w letnią trasę koncertową, co spowodowane było wybuchem epidemii COVID-19 w Polsce. Pod koniec lipca zapowiedziała muzyczny powrót na wrzesień 2020. 23 października wystąpiła jako gość muzyczny w finale jedenastej edycji programu Dancing with the Stars. Taniec z gwiazdami, a 31 grudnia wystąpiła podczas sylwestrowego koncertu telewizji Polsat Sylwestrowa Moc Przebojów. 9 kwietnia 2021 wydała singiel „Prawda o nas”, który osiem dni później wykonała jako gość muzyczny w finałowym odcinku czwartej edycji programu The Voice Kids w TVP2. 30 maja wystąpiła podczas koncertu TVP1 Jak przeżyć wszystko jeszcze raz poświęconemu Krzysztofowi Krawczykowi, wykonując utwory „Pamiętam ciebie z tamtych lat” i „Byle było tak”. 25 czerwca wystąpiła z Jamalą podczas festiwalu Europejski Stadion Kultury w Rzeszowie emitowanego przez TVP2. W sierpniu wystąpiła podczas koncertów: Wakacyjne hity wszech czasów (TVP3 i Trójka), #Nasze20lecie na Top of the Top Sopot Festivalu 2021 (TVN), Earth Festivalu (Polsat) w Uniejowie i wzięła udział z piosenką „Prawda o nas” w konkursie na Przebój lata RMF FM i Polsatu w Kielcach. 3 września wystąpiła podczas koncertu „Od Opola do Opola: Największe gwiazdy! Legendarne przeboje!” na 58. KFPP w Opolu. W tym samym roku była trenerką w dwunastej edycji programu TVP2 The Voice of Poland.
25 lutego 2022 wydała singiel „Dżungla”. Wiosną została ambsadorką sieci sklepów obuwniczych Deichmann, którą promowała do jesieni 2023. 21 maja wystąpiła podczas koncertu „Radiowy przebój toku” na Polsat SuperHit Festiwal. 13 września wydała singiel „O nich, o Tobie”, którym promowała film dokumentalny Ania o Annie Przybylskiej. 25 maja 2023 wystąpiła jako gość muzyczny na 26. gali Telekamer „Tele Tygodnia” emitowanej w TV Puls. W lipcu tego samego roku wydała singiel „Bang Bang”, a w sierpniu wystąpiła na Top of The Top Sopot Festivalu i na koncercie „Przebój lata Radia ZET i Polsatu” w Kielcach. W styczniu 2024 wydała singel „Motyle” oraz wzięła udział w kampanii reklamowej Radia Zet, a maju tego samego roku opublikowała singel „Och i ach”. W sierpniu wystąpiła na koncercie „Gorączka sopockiej nocy” w ramach Top of the Top Sopot Festival i wydała singel „Połowa mnie” nagrany w duecie ze Smolastym. W listopadzie miał premierę singel „Latawce”, a w grudniu wzięła udział w kampanii reklamowej radia RMF FM. W czerwcu 2025 wydała singel „Słowa na K”.

## Życie prywatne
28 lipca 2014 wyszła za Marcina „Libera” Piotrowskiego, a 20 września 2023 wspólnie poinformowali o rozstaniu. Mają córkę Bognę (ur. 5 grudnia 2015). Od 2024 jest związana z Maciejem Buzałą.

## Dyskografia
- Ona i on (oraz Liber; 2008)
- Sen o przyszłości (2011)
- Komponując siebie (2013)
- Tamta dziewczyna (2016)

## Trasy koncertowe
- 2016: Tamta dziewczyna Tour 2016
- 2018: Ten Tour 2018
- 2025: Było sobie marzenie